# Bismarck Barreto Faria
Bismarck Barreto Faria (n. 17 septembrie 1969) este un fost fotbalist brazilian.

## Statistici
| Brazilia | Brazilia | Brazilia |
| An       | Meciuri  | Goluri   |
| -------- | -------- | -------- |
| 1989     | 7        | 1        |
| 1990     | 4        | 0        |
| Total    | 11       | 1        |